# Rocas Grunden
Las rocas Grunden es un grupo de pequeños islotes, que marcan el extremo este de la caleta Choza en el lado sur de la bahía Esperanza, extremo noreste de la península Antártica, Antártida.
La más grande posee 15 metros de altura, y allí se encuentra desde 1952 el Faro Esperanza construido por la Armada Argentina.

## Toponimia
Fueron descubiertas por el grupo que acompañaba a Johan Gunnar Andersson en la Expedición Antártica Sueca, que pasó el invierno en la bahía Esperanza en 1903. En 1945 el British Antarctic Survey nombró a todo el grupo de rocas en homenaje a Toralf Grunden, miembro de la expedición sueca que invernó allí; pero en 1952 el topónimo británico fue restringido a la roca más grande para facilitar la referencia al faro argentino. Las toponimias antárticas de Argentina y Chile mantienen la denominación en plural.

## Reclamaciones territoriales
Argentina incluye a las islas en el departamento Antártida Argentina dentro de la provincia de Tierra del Fuego, Antártida e Islas del Atlántico Sur; para Chile forma parte de la comuna Antártica de la provincia Antártica Chilena dentro de la Región de Magallanes y de la Antártica Chilena; y para el Reino Unido integra el Territorio Antártico Británico. Las tres reclamaciones están sujetas a las disposiciones del Tratado Antártico.
Nomenclatura de los países reclamantes:
- Argentina: rocas Grunden[5][6]
- Chile: rocas Grunden[7]
- Reino Unido: Grunden Rock[4]